# Details (rivista)
Details è una rivista di moda maschile statunitense, fondata nel 1982. La rivista è stata comprata nel 1988 dal gruppo Condé Nast Publications, il formato attuale deriva dalla pubblicazioni sotto la Fairchild Publications. Tra il suo ultimo numero alla Condé Nast e primo alla Fairchild, la pubblicazione di Details è stata temporaneamente sospesa.